# El Ejército Rojo es el más fuerte
El Ejército Rojo es el más fuerte (en ruso: Красная Армия всех сильней, romanizado: Krásnaya Ármiya vsej silnéi), popularmente conocida como "Ejército Blanco, Barón Negro" (Белая Армия, Чëрный Барон; Bélaya Ármiya, Chorny Barón), es una canción de marcha soviética escrita por Pável Grigórevich Gorinshtéin (1895-1961, también conocido como Pável Gorin, Pável Grigóriev) y compuesta por Samuel Pokráss (1897-1939). Escrita en 1920, durante la guerra civil rusa, la canción estaba pensada como un himno de combate para el Ejército Rojo.

## Historia
El contexto inmediato de la canción es la ofensiva final de Crimea en la Guerra Civil Rusa por las tropas de  Piotr Wrangel en julio de 1920. El segundo verso hace referencia al llamado a un esfuerzo para una lucha final en Crimea publicado por el Sóviet Militar Revolucionario en Pravda el 10 de julio. Si bien la canción tiene un estribillo separado, los versos repiten la afirmación de que "El Ejército Rojo es más fuerte que todos", que llegó a ser el título convencional de la canción. El primer verso de la canción dice lo siguiente:

Белая армия, чёрный барон

Снова готовят нам царский трон,

Но от тайги до британских морей

Красная Армия всех сильней.
El Ejército Blanco y el Barón Negro

Se están preparando para restaurar el trono del  Zar,

Pero desde la taiga a los mares británicos

¡El Ejército Rojo es el más fuerte de todos!

Barón Negro era un apodo de Wrangel, por su supuesta inclinación por usar (y vestir algunas de sus unidades de élite) con uniformes negros. De hecho, la ofensiva de Wrangel fue detenida por el Ejército Rojo, y Wrangel y sus tropas se vieron obligados a retirarse a Crimea en noviembre de 1920, perseguidos por la infantería y la caballería roja y negra. Wrangel y los restos de su ejército fueron evacuados de Crimea a Estambul el 14 de noviembre de 1920.
La canción se hizo popular a principios de la Unión Soviética. Se cantó en 1923 en el mitin de Leningrado contra la Línea Curzon, y los "mares británicos" adquirieron un nuevo significado en vista del ultimátum de Lord Curzon. En una carta a una escuela para estudiantes ciegos en la óblast de Vólogda, Nadezhda Krúpskaya, esposa de Vladímir Lenin, la nombró como sus canciones favoritas junto con La Internacional. La frase "de la taiga a los mares británicos" se convirtió en una especie de expresión idiomática utilizada por otros autores, por ejemplo, por Vladímir Lugovskói en su poema Песни о ветре ("Canciones del viento", 1926).
En su transmisión oral temprano durante 1920 – 1925, la canción fue sometido a alguna variación. Gorinshtein recordó más tarde que su letra original tenía cuatro o cinco versos, y que su estribillo original era ligeramente diferente de la versión recibida (leyendo Пусть воин красный / Сжимает властно /Свой штык упорною рукой. / Ведь все должны мы / Неудержимо /Идти в последний, смертный бой Пусть воин красный / Сжимает властно /Свой штык упорною рукой. / Ведь все должны мы / Неудержимо /Идти в последний, смертный бой ).
La canción se imprimió por primera vez en 1925 y posteriormente se publicó bajo los títulos de От тайги до британских морей ("De la taiga a los mares británicos"), Красная Армия ("Ejército Rojo") y Красноармейская ("[Canción] del Ejército Rojo"). No fue hasta 1937 que el título convencional se había asentado en Красная Армия всех сильней ("El Ejército Rojo es el más fuerte").[cita requerida] Durante las décadas de 1920 a 1940, la canción se reprodujo sin indicación de sus autores. Fue solo en la década de 1950 que el musicólogo A. Shílov estableció la autoría de Gorinshtéin y Pokráss.
La canción rusa fue adoptada por el Batallón Chapáiev de las Brigadas Internacionales en la Guerra Civil Española, y supuestamente fue cantada en una cámara de tortura nazi por el comunista checo Julius Fučík. Las letras rusas alternativas se pusieron a tono durante la Segunda Guerra Mundial, p. ej. Всем нам свобода и честь дорога (Piotr Bely 1941). Incluso después de la desintegración de la Unión Soviética, la melodía todavía se toca como una marcha durante los desfiles militares en la Plaza Roja .
Durante la Guerra civil austríaca de 1934, la melodía se utilizó para la canción Die Arbeiter von Wien (Los trabajadores de Viena) destacando a aquellos que luchan por un futuro brillante del proletariado.

## Traducciones y variaciones
La melodía también se usó para canciones comunistas en otros idiomas, incluida la Alemania de Weimar en la década de 1920 por los comunistas alemanes. Una versión alemana temprana con el en alemán: Weißes Gesindel und adlige Brut   ("Chusma blanca, escoria noble") fue una traducción gratuita de la letra original:

Weißes Gesindel und adlige Brut

baun am zaristischen Throne gar gut.

Doch von Sibirien zum Baltischen Meer;

die Rote Armee ist das stärkere Heer.
White riff-raff and noble scum

are busily working on the rebuilding of the tsarist throne,

but, from Siberia to the Baltic Sea,

the Red Army is the stronger army.

Una variante popular de la canción, "Die Arbeiter von Wien", fue escrita por Fritz Brügel en 1927. Se hizo popular gracias a su uso por los socialistas austriacos (véase también Republikanischer Schutzbund) que lucharon contra el régimen de Dollfuss en la efímera guerra civil austríaca en febrero de 1934. La versión alemana fue adaptada en turco, como Avusturya İşçi Marşı ("Marcha de los trabajadores austríacos"). El primer verso de la versión de Brügel dice:

Wir sind das Bauvolk der kommenden Welt,

Wir sind der Sämann, die Saat und das Feld.

Wir sind die Schnitter der kommenden Mahd,

Wir sind die Zukunft und wir sind die Tat.
We are the construction workers of the coming world,

We are the Sower, the Seed and the Field,

We are the Reapers of the coming Mowing,

We are the Future and we are the Deed.

Se siguen creando nuevas letras con la melodía, como Мама-анархия всех сильней ("Mother Anarchy is Stronger than All"), reportado a principios de la década de 2000 en el contexto del movimiento antiglobalización, registrado como cantado en 2003 por un "Sasha del Frente Anarquista Bielorruso" mientras atacaba a los guardias en el frontera polaco-bielorrusa.

## Letra

### Letra en ruso después de Kriúkov y Shvédov (1977)
| Escritura cirílica | Escritura latina | Traducción al español |
| --- | --- | --- |
| I Белая армия, чёрный барон Снова готовят нам царский трон, Но от тайги до британских морей Красная Армия всех сильней. Припев: Так пусть же Красная Сжимает властно Свой штык мозолистой рукой, И все должны мы Неудержимо Идти в последний смертный бой! II Красная Армия, марш марш вперёд! Реввоенсовет нас в бой зовёт. Ведь от тайги до британских морей Красная Армия всех сильней! Припев III Мы раздуваем пожар мировой, Церкви и тюрьмы сравняем с землёй. Ведь от тайги до британских морей Красная Армия всех сильней! Припев | I Bélaya ármiya, chorny barón Snova gotóvyat nam tsarski tron, No ot taiguí do británskij moréi Krásnaya Ármiya vsej silnéi. Estribillo: Tak pust zhe Krásnaya Szhimáiet vlastno Svoy shtyk mozólistoy rukoy, I vse dolzhny my Neuderzhimo Idti v posledni smertny boy! II Krásnaya Ármiya, marsh marsh vperyod! Revvoyensoviet nas v boy zovyot. Ved ot taiguí do britanskij moréi Krásnaya Ármiya vsej silnéi! Estribillo III My razduváiem pozhar mirovoy, Tserkvi i tiurmy sravniáiem s zemlioy. Ved ot taiguí do britanskij moréi Krásnaya Ármiya vsej silnéi! Estribillo | I El Ejército Blanco y el Barón Negro Están tratando de restaurar el trono del zar, Pero de la taiga a los mares británicos ¡El Ejército Rojo es el más fuerte de todos! Coro Que el Ejército Rojo Agarre imperiosamente Su bayoneta con su mano encallecida por el trabajo Y todos debemos irrefrenablemente ¡Entrar en una última pelea mortal! II ¡Ejército Rojo, marcha, marcha adelante! El Sóviet Militar Revolucionario nos llama a la batalla. Porque de la taiga a los mares británicos ¡El Ejército Rojo es el más fuerte de todos! (Coro) III Estamos avivando las llamas de un fuego mundial Derribaremos iglesias y cárceles. Porque de la taiga a los mares británicos ¡El Ejército Rojo es el más fuerte de todos! (Coro) |